# John Burningham
John Burningham (* 27. April 1936 in Farnham, England; † 4. Januar 2019) war ein britischer Kinderbuchautor und Illustrator.

## Leben
Burningham ging in die Schule von Summerhill. Bevor er mit 20 die Central School of Art and Design in London besuchte,  arbeitete er in Süditalien und in Israel als Filmezeichner. Seinen Abschluss machte er 1959. Seine Karriere begann 1963 mit dem Bilderbuch Borka, für das er 1963 die Kate Greenaway Medal erhielt, die höchste Auszeichnung für ein britisches Bilderbuch; 1970 erhielt er für Die Kahnfahrt (englischer Originaltitel Mr Gumpy’s Outing) die Kate Greenaway Medal erneut. Burningham hat mehr als sechzig Bücher verfasst und viele Preise erhalten. Borka war sein erstes Bilderbuch. Später zählte er zu den namhaftesten Illustratoren der Welt.
John Burningham heiratete 1964 Helen Gillian Oxenbury. Bis zu seinem Tod im Januar 2019 lebte er mit seiner Frau und seinen Kindern in London.

## Werke
- Borka. Die Erlebnisse einer Wildgans. 1963.
- Tschitti Tschitti Bäng Bäng. 1964.
- Simp, der Hund, den niemand wollte. 1966.
- Harquin, der junge Fuchs. 1967
- So geht das Jahr durchs Land. 1969.
- Die Kahnfahrt. 1970
- Das Baby. 1974
- Geh nicht zu nah ans Wasser, Eva. 1977.
- Komm jetzt endlich raus, Eva. 1978.
- Was ist dir lieber? 1979.
- Mit dem Korb in der Hand… 1980.
- Das Avocado-Baby. 1982.
- Der Wind in den Weiden. (Illustr.) 1983.
- Großpapa. 1984.
- Spielen und Lernen. Zahlen, Gegensätze, Farben. 1985.
- Wo ist denn Julius. 1986.
- He, du. Runter von unserm Zug. 1989.
- Hansi Schlumfenbergers Weihnachtsgeschenk. 1993.
- Das Zauberbett. 2002.
- Borka: Die Erlebnisse einer Wildgans. Sauerländer, Düsseldorf 2005, ISBN 3-7941-5061-9.
- Wir alle sind frei geboren. Carlsen, Hamburg 2008, ISBN 978-3-551-51711-1.
- Das ist ein Geheimnis. Sauerländer, Mannheim 2010, ISBN 978-3-7941-5244-5.